# ITF Trabzon
Das ITF Trabzon (offiziell: Trabzon Cup) war ein Tennisturnier des ITF Women’s Circuit, das in Trabzon ausgetragen wurde.

## Siegerliste

### Einzel
| Jahr                   | Siegerin           | Finalgegnerin          | Ergebnis      |
| ---------------------- | ------------------ | ---------------------- | ------------- |
| ↓ Kategorie: $10.000 ↓ |                    |                        |               |
| 2012                   | Margarita Lasarewa | Melis Sezer            | 6:4, 6:3      |
| ↓ Kategorie: $50.000 ↓ |                    |                        |               |
| 2013                   | Aleksandra Krunić  | Stéphanie Foretz Gacon | 1:6, 6:4, 6:3 |
| 2013                   | Anna-Lena Friedsam | Julija Bejhelsymer     | 4:6, 6:3, 6:3 |

### Doppel
| Jahr                   | Siegerinnen                            | Finalgegnerinnen                 | Ergebnis |
| ---------------------- | -------------------------------------- | -------------------------------- | -------- |
| ↓ Kategorie: $10.000 ↓ |                                        |                                  |          |
| 2012                   | Margarita Lasarewa Abbie Myers         | Sultan Gonen Busra Kayrun        | 6:2, 6:3 |
| ↓ Kategorie: $50.000 ↓ |                                        |                                  |          |
| 2013                   | Julija Bejhelsymer Maryna Zanevska     | Alena Fomina Christina Shakovets | 6:3, 6:1 |
| 2013                   | Oksana Kalaschnikowa Aleksandra Krunić | Ani Amiraghjan Dalila Jakupović  | 6:2, 6:1 |

## Quelle
- ITF Homepage